# Gooby
Gooby (2009) – kanadyjski film w reżyserii Wilsona Coneybearego. W Polsce emitowany jest za pośrednictwem kanału TV Puls.

## Fabuła
Willy (Matthew Knight) przeprowadza się do nowego domu. Od małego boi się stworków zamieszkujących domy. Tutaj spotyka jedynie przyjaznego wielkiego misia Gooby`ego, z którym się zaprzyjaźnia.

## Obsada
- Robbie Coltrane jako Gooby (głos)
- David James Elliott jako Jack Dandridge
- Ingrid Kavelaars jako Elize
- Eugene Levy jako pan Nerdlinger
- Matthew Knight jako Willy
- Mary Haney jako pani Williams
- Len Doncheff jako pan Ogilvey
- Paula Boudreau jako pani Deacon
- Elle Downs jako pani Donnelly
- Ricky Hegarty jako Colin
- Alexander Conti jako Eric